# Пихтінський цвинтар
Пи́хтінський цвинтар (рос. Пыхтинское кладбище) — некрополь Москви, у Новомосковському адміністративному окрузі, поблизу села Пихтіно, за 9 км від МКАД.

## Опис
Пихтінський цвинтар входить до складу Державного бюджетної установи «Ритуал». Свою назву отримав від розташованого поблизу села Пихтін. Біля входу цвинтаря розташована діюча церква Святого Праведного Лазаря. 
Цвинтар складається з двох частин — у лісовій зоні розташовується старий сільський цвинтар, на якому ховали солдатів, загиблих в часи німецько-радянської війни, а в полі — поховання післявоєнного часу.
Під час утворення нових населених пунктів та забудови території, при будівництві селища Передєлкіно на Пихтінський були перенесені поховання з Федоськінського цвинтаря, який був ліквідований.

## Поховання
Діючий цвинтар закритого типу. Поховання на цвинтарі здійснюються щодня від 9 до 17 години. Є мусульманська ділянка. Поховання здійснюються в родинні могили труною, а також урною в землю чи саркофаг. Можливі нові поховання в землю.

## Час роботи
Щодня з 9.00 до 19.00 у літній період (з 1 травня по 20 вересня), з 9.00 до 17.00 у зимовий період (з 1 жовтня по 30 квітня). 

## Відомі особи, поховані на Пихтінському цвинтарі
- Белякович Сергій Романович[ru] (нар. 7 липня 1953 — пом. 31 травня 2009) — радянський російський актор театру, засновник Московського театру на Південному Заході. Заслужений артист Російської Федерації.
- Бузильов Дмитро Михайлович (нар. 22 січня 1957 — пом. 7 лютого 2018) — радянський російський актор, сценарист, композитор та поет. Заслужений артист Російської Федерації (1997)[1].
- Докін Михайло Анатолійович[ru] (нар. 14 червня 1962 — пом. 3 вересня 2008) — радянський російський актор театру та кіно. Заслужений артист Російської Федерації (2005)
- Армандс Нейландс-Яунземс[ru] (нар. 26 травня 1970 — пом. 21 вересня 2010) — російський актор театру та кіно латиського походження.
- Петровська Лариса Андріївна[ru] (нар. 13 листопада 1937 — пом. 19 березня 2006) — радянський російський соціальний психолог. Член-кореспондент Російської академії освіти (1995), доктор психологічних наук, заслужений професор МДУ (2000).
- Проценко Тетяна Анатолівна (нар. 8 квітня 1968 — пом. 19 травня 2021) - радянська актриса, виконавиця ролі Мальвіни у музичній дитячій кіноказці «Пригоди Буратіно».